# 신부 사기
신부 사기(bride buying) 또는 신부 구입(bride purchasing)은 신부와 교환하는 대가로 어떤 형태로든 지불을 제공하는 문화적 관행이다.

## 같이 보기
- 알라 카추
- 강제 결혼
- 신부 납치
- 부계 거주